# Мария Йозефа фон Лихтенщайн
Мария Йозефа Херменегилда фон Лихтенщайн (на немски: Maria Josepha Hermenegilde (Hermenegildis ) von Liechtenstein; * 13 април 1768, Виена; † 8 август 1845, Хютелдорф при Виена) е принцеса от род Лихтенщайн и чрез женитба княгиня на Естерхази де Галанта.

## Живот
Тя е най-малката дъщеря (осмо дете) на 8. княз Франц Йозеф I фон Лихтенщайн (1726 – 1781) и съпругата му графиня Леополдина фон Щернберг (1733 – 1809), дъщеря на граф Франц Филип фон Щернберг (1708 – 1786), дворцов министър на Мария Терезия, и съпругата му графиня Мария Леополдина фон Щархемберг (1712 – 1800).
Мария Йозефа се омъжва на 15 септември 1783 г. във Виена за унгарския принц Николаус II Естерхази де Галанта (* 12 декември 1765, Виена; † 25 ноември 1833, Комо, Италия), фелд-маршал и дипломат, от 1794 г. 7. княз.
Както нейният съпруг тя помага на изкуството, особено на Йозеф Хайдн. Хайдн получава задачата, между 1796 и 1802 г., всяка година да компонира меса, която да се изпълнява на нейния имен ден (8 септември, Рождество Богородично). През 1807 г. Лудвиг ван Бетховен компонира за нейния имен ден „Messe in C-Dur“, op. 86.
Мария Йозефа фон Лихтенщайн умира на 77 години на 8 август 1845 г. в Хютелдорф при Виена и е погребана в Кисмартон (Айзенщат), Унгария.

## Деца
Мария Йозефа и Николаус II Естерхази имат децата:
- Паул III Антал Естерхази дьо Галанта (* 10 март 1786, Виена; † 21 май 1866, Регенсбург), 8. княз на Естерхази Галанта, дипломат, женен на 18 юни 1812 г. в Регенсбург за принцеса Мария Терезия фон Турн и Таксис (* 6 юли 1794; † 18 август 1874, Хюелдорф), дъщеря на княз Карл Александер фон Турн и Таксис
- Мария Леополдина Йозефа Алойзия Естерхази де Галанта (* 31 януари 1788, Виена; † 6 септември 1746), омъжена на 13 април 1806 г. в Кисмартон, Унгария, за княз Мориц фон Лихтенщайн (* 21 юли 1775, Виена; † 24 март 1819, Виена)
- Миклош Кароли Естерхази де Галанта (* 6 април 1799; † 12 юли 1833, Кисмартон)